# مارک هنسون
مارک هنسون (انگلیسی: Mark Hanson؛ زادهٔ ۲ دسامبر ۱۹۴۶) شیان اهل ایالات متحده آمریکا است.